# Jarmila Mourková
Jarmila Mourková (26. února 1931, Praha - 28. srpna 1992, Praha) byla česká spisovatelka a literární historička. Její próza je řazena k psychologické literatuře, literárněvědné práce jsou věnovány konci 19. a začátku 20. století v české literatuře.

## Život
Maturovala v roce 1951 na reálném gymnáziu. V dětství Mourková onemocněla nervovou chorobou, která měla celoživotní následky. Vystudovala češtinu a literární vědu na Filozofické fakultě Univerzity Karlovy. Absolvovala v roce 1956, její závěrečná práce byla věnována Josefu Horovi. V roce 1964 získala titul kandidát věd. V roce 1967 si udělala doktorát. Poté vědecky pracovala v Literárním archivu Národního muzea (který byl posléze začleněn do Památníku národního písemnictví). Zpracovala pozůstalost Josefa Hory, Jiřího Mahena, Josefa Svatopluka Machara, Marie Majerové, Františka Xavera Šaldy, Richarda Weinera ad. V její knize Buřiči a občané z roku 1988 se objevila studie o Richardu Weinerovi, což byl v tehdejší oficiální literární vědě průlom. V roce 1989 odešla do důchodu.
Její manžel Jaromír Loužil byl rovněž kulturním historikem.

### Próza
- Lhostejnost (1963)
- Mlčení (1969)
- Lítost (1974)
- Darina (1993)

### Studie
- Růžena Svobodová (1975)
- Josef Hora (1981)
- Buřiči a občané (1988)